# Liwoiszta
Liwoiszta lub Livoišta (maced. Ливоишта) – wieś w południowo-zachodniej Macedonii Północnej, w gminie Ochryda.